# Onesia infernalis
Onesia infernalis är en tvåvingeart som först beskrevs av Villeneuve 1926.  Onesia infernalis ingår i släktet Onesia och familjen spyflugor. Inga underarter finns listade i Catalogue of Life.